# Alyssum gehamense
Alyssum gehamense är en korsblommig växtart som beskrevs av Andrej Aleksandrovitj Fjodorov. Alyssum gehamense ingår i släktet stenörter, och familjen korsblommiga växter. Inga underarter finns listade i Catalogue of Life.